# Serjania acutidentata
Serjania acutidentata är en kinesträdsväxtart som beskrevs av Ludwig Radlkofer. Serjania acutidentata ingår i släktet Serjania och familjen kinesträdsväxter. Inga underarter finns listade i Catalogue of Life.